# Окалевко
Окалевко (пол. Okalewko) — село в Польщі, у гміні Сведзебня Бродницького повіту Куявсько-Поморського воєводства.
Населення — 346 осіб (2011).
У 1975-1998 роках село належало до Торунського воєводства.

## Демографія
Демографічна структура станом на 31 березня 2011 року:
|          | Загалом | Допрацездатний вік | Працездатний вік | Постпрацездатний вік |
| -------- | ------- | ------------------ | ---------------- | -------------------- |
| Чоловіки | 172     | 38                 | 112              | 22                   |
| Жінки    | 174     | 38                 | 103              | 33                   |
| Разом    | 346     | 76                 | 215              | 55                   |